# 折口透
折口 透（おりぐち とおる、1925年3月11日 - ）は、日本の自動車評論家、翻訳家。
本名・伊藤 哲（さとし）。折口透の名で自動車評論や翻訳を、伊藤哲の名でSFや冒険小説の翻訳を行った。

## 来歴
宮城県仙台市生まれ。
1952年東京大学理学部中退。1955年モーターマガジン社編集部長。
1962年から1965年ホンヤク出版社取締役・編集長。
1972年モーターマガジンインターナショナル社取締役・編集長。

## 著書
- 『モーター・レーシング 栄光と悲劇のレース史』（学習研究社、カンガルー・ブックス） 1970
- 『F1グランプリ マシーン&レーシング』（立風書房、ジャガーバックス） 1978
- 『自動車クイズ300』（立風書房、ジャガーバックス） 1980
- 『夢をかたちに 世界の名車』（森優絵、グランプリ出版） 1987
- 『ポルシェ博士とヒトラー ハプスブルク家の遺産』（グランプリ出版） 1988
- 『自動車はじめて物語』（立風書房） 1989
- 『スピードのかたち 時代の流れと夢の追求と』（鴨下示佳絵、グランプリ出版） 1992
- 『エンツォ・フェラーリと自動車レース』（グランプリ出版） 1996
- 『自動車の世紀』（岩波新書） 1997

### 共著
- 『世界のクルマ事典』（林信次共著、グランプリ出版） 1985

## 翻訳

### 折口透名義
- 『ジャガー その栄光の歴史』（モンターギュ卿、早川書房） 1972
- 『MG スポーツカーの人気者』（ジョセフ・H・ウェリィ、サンケイ新聞社出版局、ワールド・カー・ブックス） 1973
- 『ギネスブック・自動車 歴史と記録の大百科』（アンソニー・ハーディング編、講談社） 1977
- 『クラシックカー』（Piero Casucci、小学館、万有ガイド・シリーズ） 1981

### 伊藤哲名義
- 『クイーン・メリー号襲撃』（ジャック・フィニイ、早川書房） 1967
- 『第五惑星』（フレッド・ホイル / ジェフリイ・ホイル、早川書房） 1967
- 『秘密国家ICE』（フレッド・ホイル、早川書房） 1967、のち文庫
- 『アンドロメダのA』（フレッド・ホイル / ジョン・エリオット、早川書房） 1968、のち文庫
- 『恐怖の関門』（アリステア・マクリーン、早川書房） 1968、のち文庫
- 『特務指令<ワスプ>』（エリック・フランク・ラッセル、早川書房） 1968
- 『アンドロメダ突破』（フレッド・ホイル / ジョン・エリオット、早川書房） 1969、のち文庫
- 『黄金のランデヴー』（アリステア・マクリーン、早川書房） 1969、のち文庫
- 『2月計画』（ジェイムズ・H・ロバーツ、早川書房） 1969
- 『時間の墓標』（J・G・バラード、創元推理文庫） 1970、のち改題『終着の浜辺』創元SF文庫 2006
- 『シンガポール脱出』（アリステア・マクリーン、早川書房） 1971、のち文庫
- 『地球上陸命令 宇宙大作戦』（ジェイムズ・ブリッシュ、ハヤカワSF文庫） 1971
- 『ブレーン・マシーン』（ジョージ・O・スミス、創元推理文庫） 1971
- 『天候改造オペレーション』（ベン・ボーヴァ、創元推理文庫） 1972
- 『シャフト旋風』（アーネスト・タイディマン、ハヤカワ文庫） 1975
- 『テレパシスト』（ジョン・ブラナー、創元推理文庫） 1975
- 『わたしは"無"』（エリック・フランク・ラッセル、創元推理文庫） 1975
- 『暁の七人 ハイドリッヒの暗殺』（アラン・バージェス、早川書房） 1976
- 『わたしはロボット』（アイザック・アシモフ、創元推理文庫） 1976
- 『切り札の男』（ジェームズ・ハドリー・チェイス、創元推理文庫） 1977
- 『第三帝国の演出者 ヘルマン・ゲーリング伝』（レナード・モズレー、早川書房） 1977、のち文庫「ゲーリング」
- 『北緯73度 バレンツ海 - 海戦』（ダドリー・ポープ、早川書房） 1977、のち改題文庫化『バレンツ海海戦』
- 『ポケット戦艦』（テオドール・クランケ,H・J・ブレネケ、ハヤカワ文庫） 1980
- 『デス・マーチャント / ヒトラーの金塊』（ジョゼフ・ローゼンバーガー、創元推理文庫） 1981
- 『デス・マーチャント / 悪夢の日本連合赤軍』（ジョゼフ・ローゼンバーガー、創元推理文庫） 1982
- 『ノルマンディー偽装作戦』（ジェイムズ・リーソー、ハヤカワ文庫） 1982
- 『ハムレットの警告』（レナード・サンダース、角川書店） 1982
- 『標的の空』（ダンカン・カイル、ハヤカワ文庫） 1982
- 『吼える氷海』（ジェフリイ・ジェンキンズ、ハヤカワ文庫） 1985